# 辛寺街街道
辛寺街街道，是中华人民共和国山西省临汾市尧都区下辖的一个乡镇级行政单位。

## 行政区划
辛寺街街道下辖以下地区：
万通社区、兵站社区、光明社区、挂家庄社区和东关社区。